# Statuenfragment Maraş 14

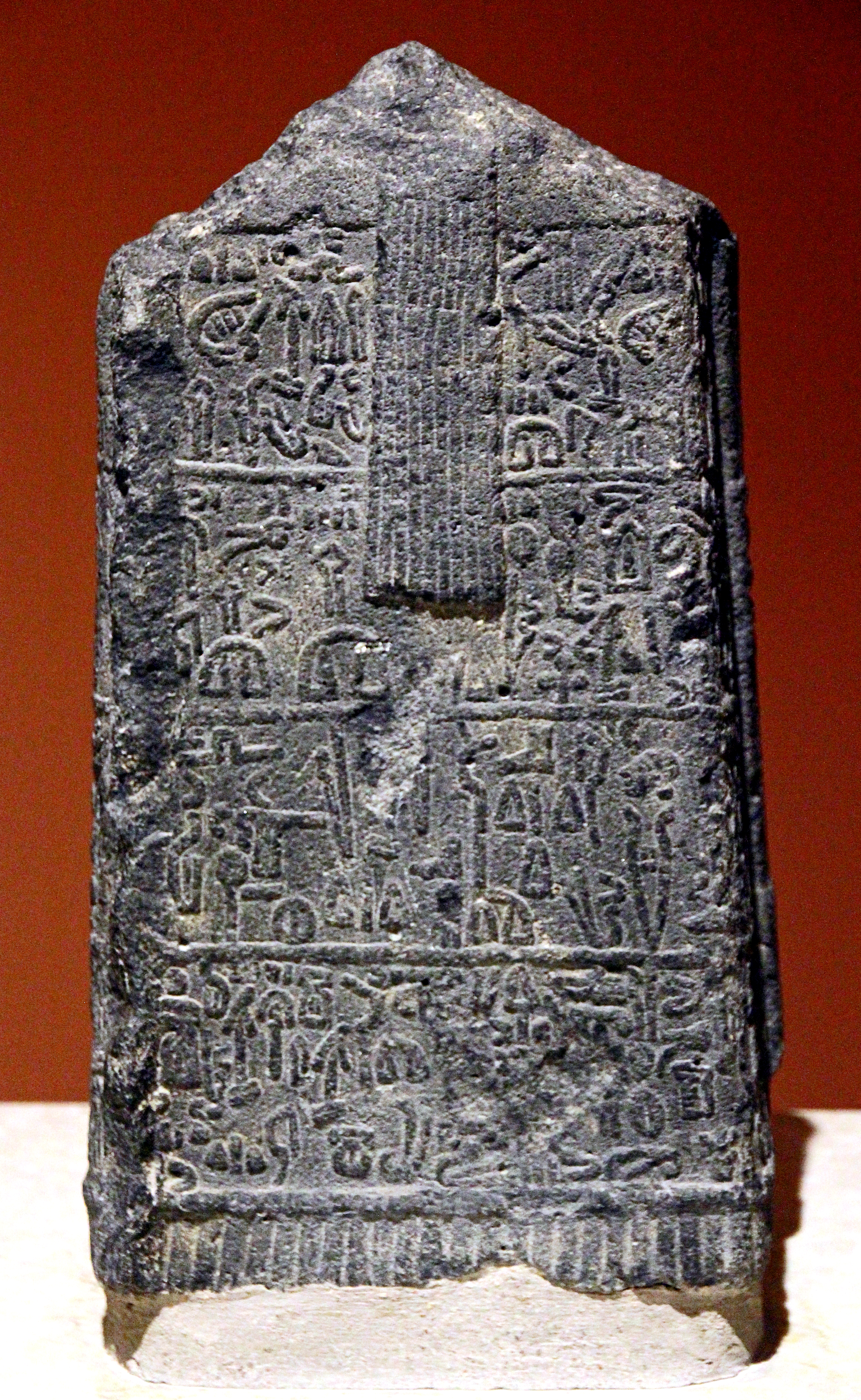
Maraş 14, Vorderseite (B)

Das Statuenfragment Maraş 14, auch Statue des Astiwasu, ist der Unterteil einer späthethitischen Statue aus dem 8. Jahrhundert v. Chr., die mit einer Inschrift in luwischen Hieroglyphen beschrieben ist. Sie ist im Archäologischen Museum der südtürkischen Stadt Kahramanmaraş unter der Inventarnummer 1/1/85 ausgestellt.

## Herkunft
Das Bruchstück wurde 1985 beim Abriss eines alten Gebäudes am Südhang des Burghügels von Kahramanmaraş, früher Maraş, gefunden. Die Inventarnummer gibt vermutlich das Datum der Einbringung ins Museum an, somit gelangte es am 1. Januar 1985 dorthin oder wurde an diesem Tag katalogisiert. Es wurde erstmals vom türkischen Hethitologen Mustafa Kalaç 1998 in den Veröffentlichungen des 45. Rencontre Assyriologique Internationale publiziert. Der britische Hethitologe John David Hawkins nahm es 2000 unter der Bezeichnung Maraş 14 in sein Corpus of hieroglyphic Luwian inscriptions auf.

## Beschreibung
Der Basaltblock hat einen annähernd quadratischen Querschnitt. Er misst an der Basis 23 Zentimeter in der Breite und 25 Zentimeter in der Tiefe. Bis zu einer Höhe von 44 Zentimetern ist die Statue erhalten, der obere Teil fehlt. Am unteren Rand ist, abgesehen von beschädigten Stellen, der mit Fransen verzierte Saum eines langen Kleidungsstückes zu erkennen. In der Mitte der Vorderseite (Seite B) hängt eine Quaste vom Gürtel herab. Auf der linken Körperseite (C) hängt ein Schwert in einer Scheide.
Die Inschrift beginnt an der rechten oberen Ecke der rechten Körperseite (A), verläuft nach links, wendet dort die Richtung und geht bustrophedon über die Seiten A, B und C weiter. Sie reicht auf Seite C bis zur Schwertscheide, die Rückseite und der rechte Teil von Seite C sind unbeschrieben. Der Text hat fünf Zeilen mit acht bis neun Zentimetern Höhe, die durch reliefierte Linien getrennt sind. Die oberste Zeile ist nicht erhalten, sie kann aber erschlossen werden durch eine über zwei Zeilen reichende amu-Figur, eine auf sich selbst zeigende Gestalt, die am Beginn von luwischen Inschriften oft für die EGO-Hieroglyphe  (Ich) steht. Die untere Hälfte dieser Figur ist auf Seite A rechts am Anfang von Zeile 2 zu sehen. Der Text ist eine Bauinschrift für ein Gebäude, der Autor – und wahrscheinlich der Dargestellte – stellt sich als Astiwasu vor, Obereunuch seines Herrschers, dessen Name leider verloren ist. Er dankt seinem Herrn für die Überlassung des Geländes, auf dem er das Gebäude und die Statue geschaffen hat, und beschreibt anschließend, welche kultischen Handlungen bei der Statue zu vollziehen sind. Es werden zwei Brote, wohl als Opfer, erwähnt, der Rest ist nicht lesbar. Weiter wird eine Beschädigung oder Wegnahme der Statue verboten und wie üblich mit Strafe bedroht. Danach bricht der Text ab, er setzte sich vermutlich auf der Basis oder einem anderen Teil fort.
Nach stilistischen und sprachlichen Kriterien sowie den Zeichenformen, die Ähnlichkeiten mit Maraş 1 aufweisen, schlägt Hawkins eine Datierung um 800 v. Chr. oder später vor. Danach könnte der erwähnte Herrscher Halparuntiyas III. sein, der Errichter des Portallöwen Maraş 1.

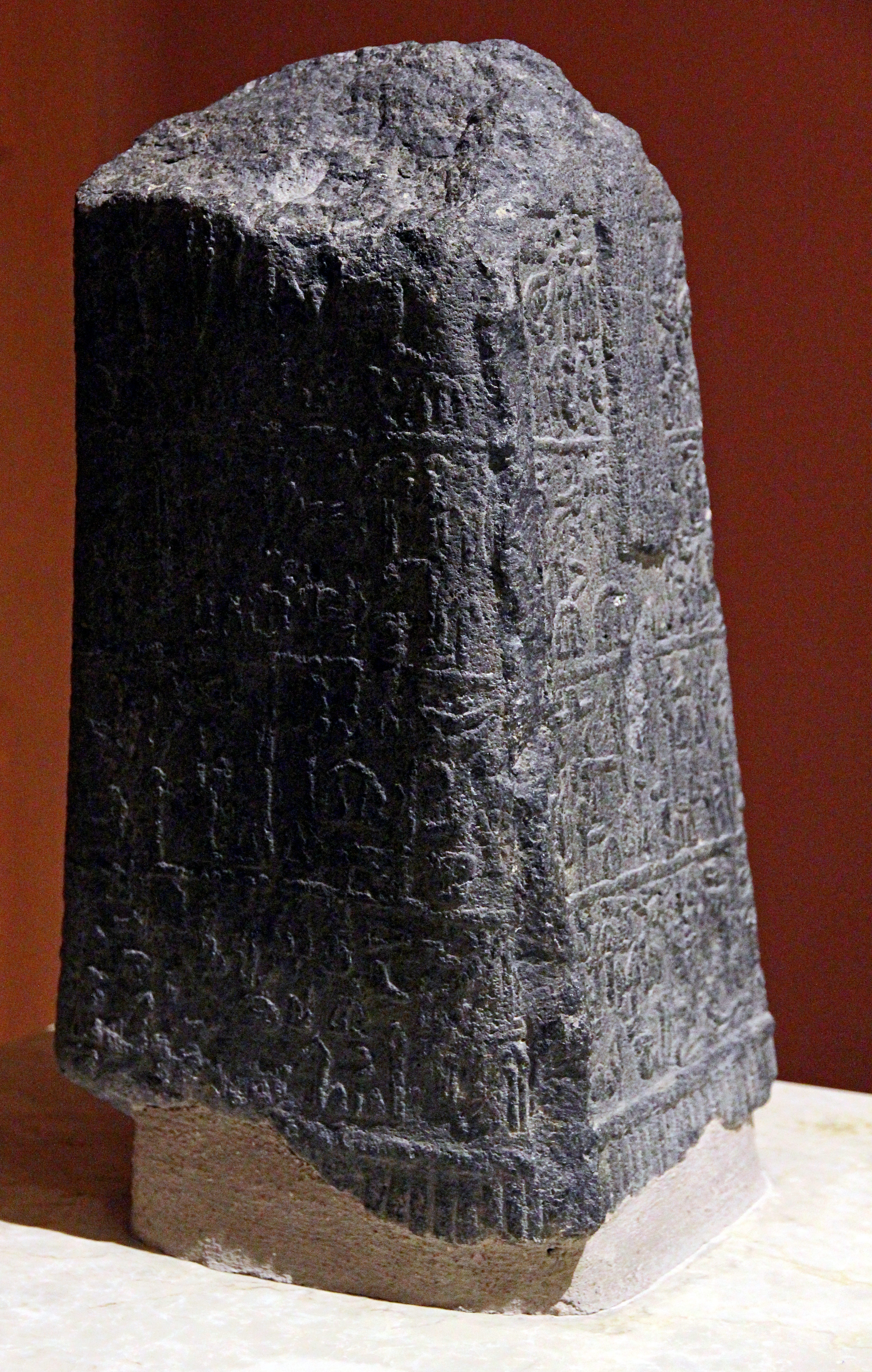
Gesamtansicht Seiten A + B
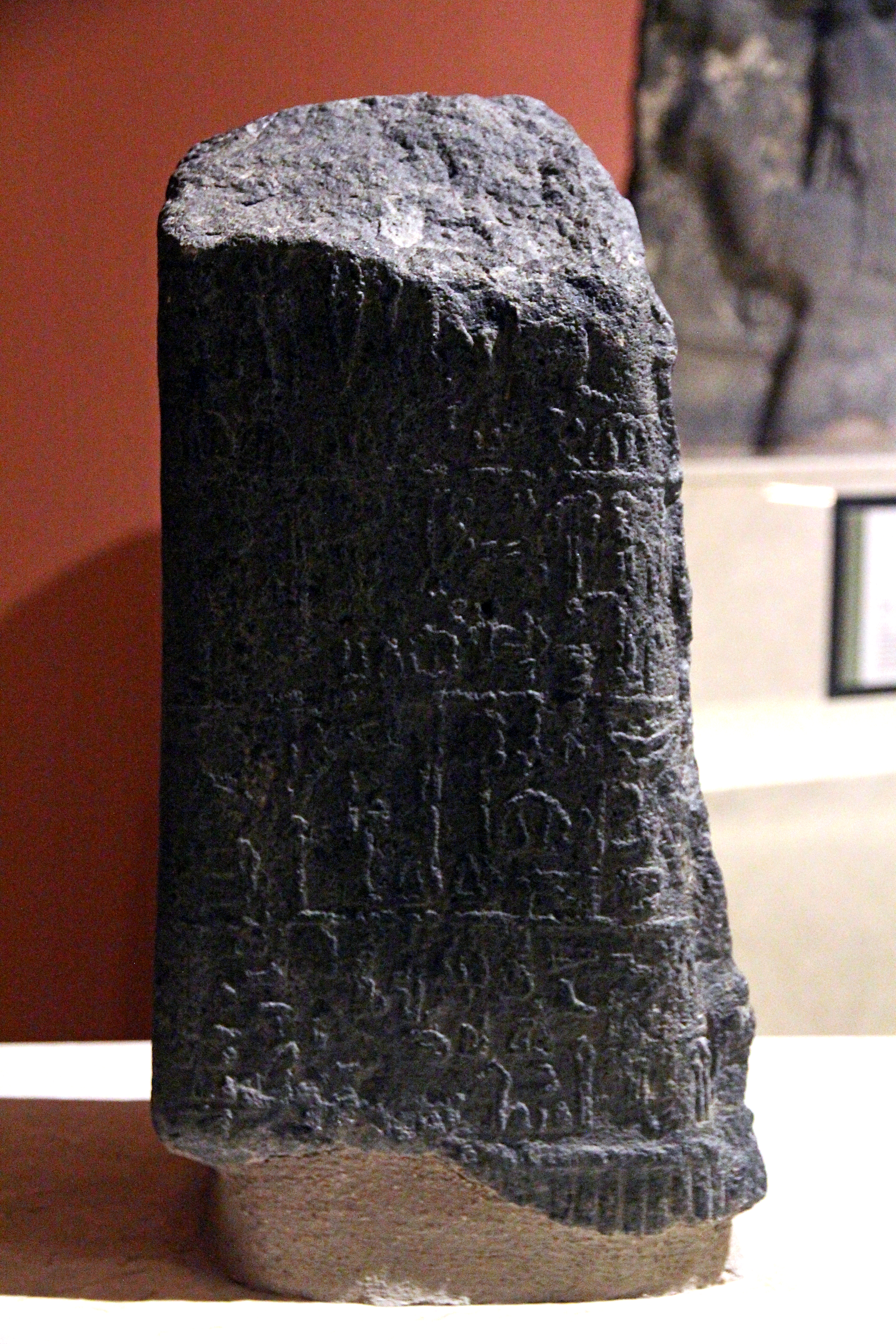
Rechte Seite (A)
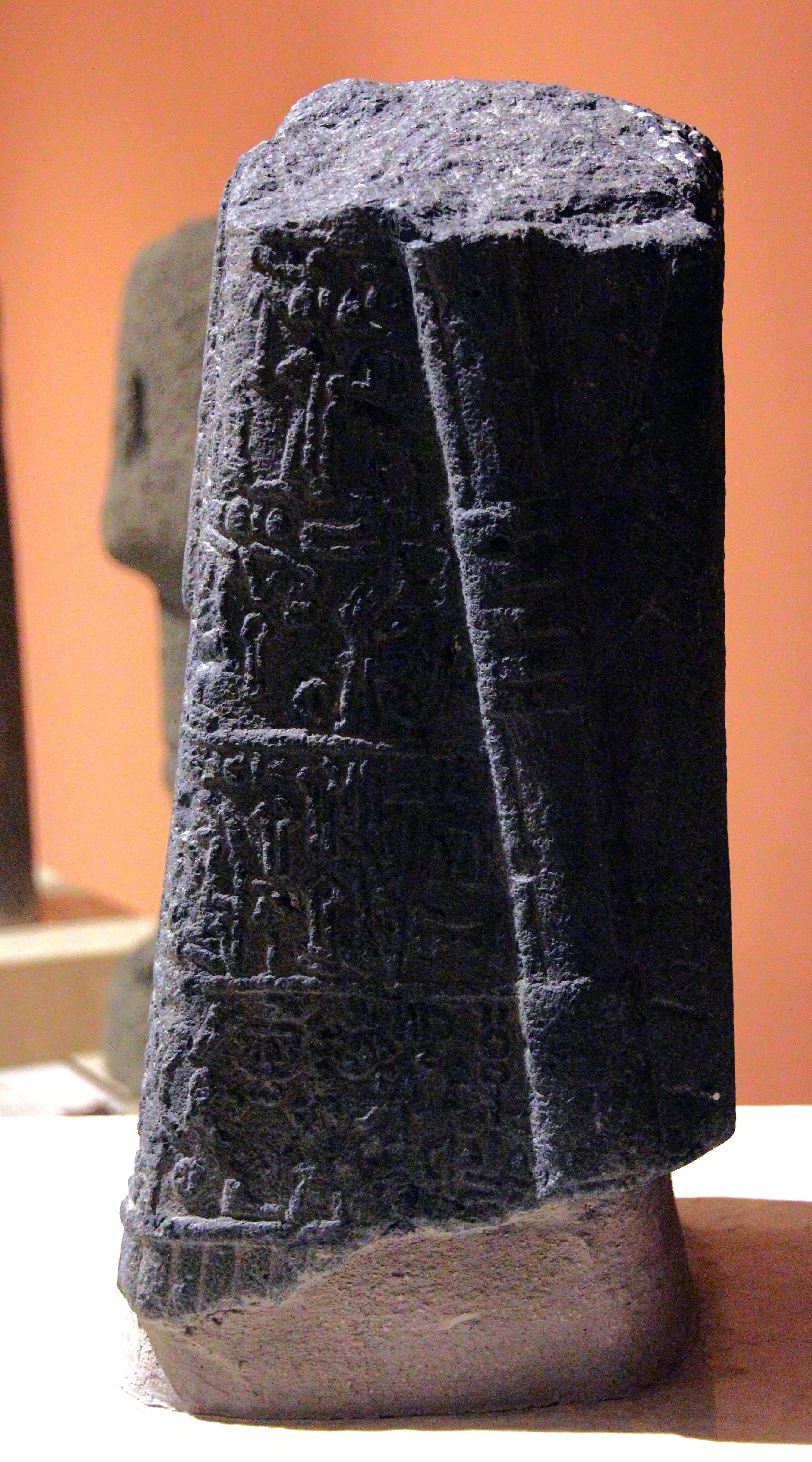
Linke Seite (C)

## Anmerkung
1. ↑  Die Bezeichnungen linke bzw. rechte Seite beziehen sich üblicherweise auf die Sicht der dargestellten Person